# دريقة مهدبة
دريقة مهدبة (الاسم العلمي:Aspidistra fimbriata) هي نوع من النباتات تتبع جنس الدريقة من الفصيلة الهليونية. تم وصف هذا النوع من النبات علمياً لأول مرة من قبل فا تسيوان وانغ وكاي يونغ لانغ سنة 1978.